# Gloria Hooper (femme politique)
Pour les articles homonymes, voir Hooper et Gloria Hooper.
Gloria Dorothy Hooper Barone Hooper, née le 25 mai 1939 à Southampton, est une femme politique britannique.
Membre du Parti conservateur, elle siège au Parlement européen de 1979 à 1984 et à la Chambre des lords depuis 1985.